# Mont-Saint-Jean (Paesi della Loira)
Mont-Saint-Jean è un comune francese di 670 abitanti situato nel dipartimento della Sarthe nella regione dei Paesi della Loira.

## Società

### Evoluzione demografica
Abitanti censiti